# Черемський Петро Григорович
Чере́мський Петро́ Григо́рович (*20 червня 1942, м. Харків — †23 червня 2006) — відомий харківський громадський діяч, фізик, один з ініціаторів створення пам'ятного знаку УПА в Харкові.

## Біографія
Народився 20 червня 1942 року в Харкові. Мати, Гевлич Марина Павлівна, 1903 року народження, до революції — селянка, після революції — службовець. Батько — Черемський Григорій Ничипорович, 1897 року народження, до революції — селянин, після революції — службовець.
Петро Григорович був четвертою дитиною в сім'ї. Його в дитинстві і юності всі знали як Гевлича за прізвищем матері. Лише в 1966 році він взяв прізвище батька.
До шести років він уже міг вільно читати і писати, умів слухати музику. Тому порадили віддати його в школу. В 1948 році він пішов у перший клас. Вчився дуже гарно, мав похвальні грамоти. Трохи пізніше вступив до музичної школи № 4 ім. Леонтовича, яку закінчив на відмінно одночасно із середньою школою в 1958 році.
З 1958 року працював столяром на Харківському електроапаратному заводі і одночасно вступив на вечірнє відділення Харківського музичного училища з класу скрипки, яке закінчив 1961 року на відмінно.
У 1959 році Петро Григорович вступив на інженерно-фізичний факультет ХПІ ім. В. І. Леніна зі спеціальності фізика металів. Перші рік і чотири місяці навчався в інституті без відриву від виробництва, працюючи контролером у термічному цеху заводу ім. Малишева. Після закінчення другого курсу він вимушений був взяти академічну відпустку на рік за станом здоров'я.
Під час навчання в інституті брав активну участь у художній самодіяльності. Його часто можна було бачити зі скрипкою в руках.
У 1966 році закінчив інститут і був направлений інженером-фізиком на роботу в ХПІ на кафедру металофізики, де вже встиг зарекомендувати себе під час навчання як здібний та перспективний спеціаліст.
Під час навчання в інституті в 1965 році він одружився з Валентиною Іванівною Махатіловою, ровесницею й однокурсницею з паралельної групи (спеціальність — динаміка і міцність машин), з якою вони товаришували з початку навчання в інституті.
В 1967 році Петро Григорович за комсомольською путівкою зі студентським будівельним загоном їде до НДР. Згодом, в 1970 році, за комсомольською путівкою, як командир будівельного студентського загону, він працює в Тюменській області на монтажних роботах ліній високовольтних передач.
В 1969 році Петро Григорович вступив в аспірантуру з денною формою освіти за спеціальністю «Фізика твердого тіла» при ХПІ ім. В. І Леніна. Закінчив аспірантуру в 1972 році, захистив дисертацію у 1973 році. Йому було присуджено науковий ступінь кандидата технічних наук та присвоєно наукове звання старшого наукового співробітника.
Працював старшим науковим співробітником на кафедрі металофізики. Став фахівцем у галузі рентгенівського структурного аналізу матеріалів та фізики пористих систем. Уперше запровадив метод малокутового рентгенівського розсіяння для дослідження неоднорідностей електронної густини в конденсованих плівках. Створив надвисоковакуумний малокутовий рентгенівський дифрактометр, що дозволяв провадити «in situ»-зйомки матеріалів безпосередньо в умовах дії багатофакторних зовнішніх чинників: нагріву, теплозмін, газонасичення, навантаження, ВУФ та йонного опромінення, тощо.
31.05.2001 р. рішенням Вченої ради інституту мистецтв ім. І. П. Котляревського Черемському П. Г. було присвоєно звання почесного професора.
2002 р. — доктор фізико-математичних наук.
Помер 23 червня 2006 року.

## Наукові праці
П. Г. Черемський має понад 150 публікацій у вітчизняних та зарубіжних виданнях, у тому числі 4 авторські свідоцтва, один патент і 3 монографії, зокрема:
- Палатник Л. С., Черемской П. Г., Фукс М. Я. Поры в пленках. — М.: Энергоиздат, 1982. — 216 с.;
- Черемской П. Г. Методы исследования пористости твердых тел. — М.:Энергоатомиздат, 1985. — 112 с.
- Черемской П. Г., Слезов В. В., Бетехтин В. И. Поры в твердом теле. –М.:Энергоатомиздат, 1990. — 376 с.
- П. Г. Черемской, А. Л. Топтыгин, А. С. Паникарский, А. В. Аринкин, Л. О. Незнакова, В. Ф. Шулым, Е. С. Михайловская. Объемно-структурные и фазовые микронеоднородности электронной плотности в металлических пленках, конденсированных в летных и наземних условиях //Космос: технологии, материаловедение, конструкции. Сб. научных трудов под ред.. акад.. Б. Е. Патона.-Киев: изд. НАН Украины, 2000. — С.348-355;
- Л. С. Палатник, А. Л. Топтыгин, П. Г. Черемской, Б. А. Савицкий, А. В. Аринкин, В. П. Никитский, Г. В. Жуков, В. Ф. Лапчинский, В. Ф. Шулым Сравнительный анализ структуры пленок чистых металлов, конденсированных в космических и наземних условиях //Там само. — С.312-317.

Вже по смерті Петра Григоровича у квітні 2011 року вийшла за кордоном його остання стаття в співавторстві: Leonid Skatkov and Petr Cheremskoy. Phase State and Thermodynamical Principles in Porous Systems// Journal of Materials Sciense and Engineering, vol. 5, № 4, 2011. — P. 478—487.

## Громадська і культурна діяльність
П. Г. Черемський вивчав історичне минуле рідного міста, цікавився сьогоденням, мріяв про майбутнє. Про все це свідчать численні публікації, присвячені краєзнавству, життю та діяльності видатних українських діячів, відродженню традицій провадження Купальських свят та вуличних різдвяних вертепів, в газетах «Ленінські кадри», «Соціалістична Харківщина», «Вечірній Харків», «Ленінська зміна», «Красное знамя», «Панорама», «Слобідський край».
Петро Черемський був визначним громадським діячем, фундатором багатьох українських організацій, наставником молодіжних середовищ Харківщини. Він входив до керівництва місцевих організацій Українського фонду культури, Конгресу українських націоналістів і товариства «Просвіта», товариства «Спадщина» й Благодійного фонду національно-культурних ініціатив ім. Гната Хоткевича, очолював Асоціацію захисту історичного середовища. Завдяки його ініціативі було створено меморіальний музей Гната Хоткевича й започатковано Міжнародний конкурс виконавців на українських народних інструментах ім. Гната Хоткевича, встановлено понад 20 меморіальних дощок (В. Л. Кирпичову, Л. Б. Красіну, І. В. Рижкову, Л. С. Палатніку, Г. Хоткевичу, О. Потебні, Л. Мацієвичу, О. Засядьку, О. Г. Івченку, А. Люльці, Ю. Кондратюку, М. Міхновському, діячам «СВУ-СУМ») та пам'ятних знаків діячам вітчизняної науки і культури (репресованим кобзарям, загиблим Воїнам УПА, першого в Україні Хреста жертвам голодомору 1932—1933 років, пам'ятника козаку Барвінку в селищі Барвінкове, Хреста пам'яті загиблим воїнам УНР в м. Лозова). Упорядкував для дітей енциклопедичний збірник «Щедрик» і антологію ігор та розваг «Дзиґа». Харківський національний університет мистецтв імені Івана Котляревського надав йому звання почесного професора (2001 р.). Також упорядкував підручник «Основні поняття літургіки».
Він відомий також як автор першого дитячого універсальника для родинного і шкільного читання «Щедрик» (Харків: «Просвіта». — 1994. — 264 с); антології дитячих та юнацьких українських народних ігор та розваг «Дзиґа» (Харків: «Друк». — 1999. — 526 с.), підручника «Основні поняття літургики» (Львів: «Місіонер». — 1996. — 159 с.). Ініціативою Петра Черемського підготовлено до друку й видано багато історичної, краєзнавчої і просвітницької літератури, нотних творів і методичних розробок. П. Г. Черемський увійшов в історію і як редактор одного з перших на Слобідщині незалежних видань — часопису «Нова Україна», який відіграв непересічну роль у громадському житті краю початку 1990-х років. Багато зусиль присвятив Петро Черемський справі відродження традиційної культури, народних музичних інструментів, виконавства на них. Особливо багато зробив П. Черемський для традиційного кобзарського мистецтва, відновлення практики епічного виконавства. Він був одним із організаторів Першого і Другого огляду автентичного виконавства на традиційних кобзарських інструментах (Харків, 1997, 2001), численних концертів, творчих вечорів, вуличних виступів сучасних кобзарів і лірників.
Петро Черемський був одним із тих, хто повернув із небуття ім'я видатного письменника та музиканта — випускника Харківського Технологічного інституту Гната Мартиновича Хоткевича. Разом із провідними діячами української культури та мистецтва, зокрема дочкою Гната Хоткевича — Галиною Гнатівною — Петро Григорович ініціював перевидання творів визначного митця:
- Гнат Хоткевич. Григорій Савич Сковорода (український філософ). — Вид-во «Глас», 1997, — 128 с.
- Дивосвіт Гната Хоткевича. Аспекти творчої спадщини. — Харків,1998. — 159с.
- Гнат Хоткевич. Життєві аналогії. Кооперативне Рух Видавництво, 1999. — 232 с.
- Гнат Хоткевич. Музичні інструменти українського народу. — Харків, 2002. — 268 с.
- Гнат Хоткевич. Тарасик. — ІВК «Балаклійщина», 2002. — 590 с.
- Гнат Хоткевич. Підручник гри на бандурі. — Вид-во «Глас», — Харків, 2004. — 239 с.
- Г. М. Хоткевич. Бандура та іі можливості. — Вид-во «Глас», Вид-во «Майдан».-Торонто, 2007. — 92 с.

## Вшанування пам'яті

Пам'ятний камінь П. Черемському

Зображення на камені

На подвір'ї Харківського літературного музею
було встановлено пам'ятний камінь.

Зображення на камені включає портрет Петра Григоровича і вірші:
Без тебе, Петре, сад наш терпне,

Вмерзає сонце в синій лід,

Але так гаряче й нестерпно

Горить, горить, горить твій глід!